# Nebitçi FT
Nebitçi FT (turkm. Nebitçi futbol topary, Balkanabat) – turkmeński klub piłkarski, mający siedzibę w mieście Balkanabat na zachodzie kraju.
Od 1992 występuje w Ýokary Liga.

## Historia
Chronologia nazw:
- 1947: Nebitçi Nebit Dag (ros. «Небитчи» Небит-Даг)
- 1999: Nebitçi Balkanabat (ros. «Небитчи» Балканабад)
- maj 2010: Balkan Balkanabat
- październik 2018: Nebitçi futbol topary

Piłkarski klub Nebitçi Nebit Dag został założony w miejscowości Nebit Dag w 1947 roku. Zespół występował w rozgrywkach amatorskich. W 1990 po kolejnej reorganizacji systemu lig ZSRR klub otrzymał promocję do Drugiej Niższej Ligi ZSRR, strefy 9, w której występował do 1991.
W 1992 debiutował w pierwszych niepodległych rozgrywkach Wyższej Ligi Turkmenistanu. W pierwszym sezonie zdobył wicemistrzostwo kraju. 1 grudnia 1999 po zmianie nazwy miasta przyjął nazwę Nebitçi Balkanabat. W 2000 ponownie zdobył srebrne medale mistrzostw Turkmenistanu. W sezonie 2000/01 debiutował w rozgrywkach pucharów azjatyckich. Pierwszy wielki sukces przyszedł w 2003, kiedy to zespół zdobył Puchar Turkmenistanu, a w następnym 2004 został mistrzem kraju.
14 maja 2010 roku klub zmienił nazwę na Balkan Balkanabat. Zespół ciągle gra w najwyższej lidze.

## Sukcesy

### Trofea międzynarodowe
| \| \| Zdobyte trofea w rozgrywkach międzynarodowych (stan na: 31-12-2015) \| |                                                                     |      |          |
| Rozgrywki                                                                    | Osiągnięcie                                                         | Razy | Sezon(y) |
| · Liga Mistrzów AFC                                                          | zdobywca                                                            | 0    |          |
| · Liga Mistrzów AFC                                                          | finalista                                                           | 0    |          |
| Puchar AFC                                                                   | zdobywca                                                            | 0    |          |
| Puchar AFC                                                                   | finalista                                                           | 0    |          |
| Puchar AFC                                                                   | 2.miejsce w grupie                                                  | 1    | 2005     |
| Azjatycki Puchar Zdobywców                                                   | zdobywca                                                            | 0    |          |
| Azjatycki Puchar Zdobywców                                                   | finalista                                                           | 0    |          |
| Azjatycki Puchar Zdobywców                                                   | runda 2                                                             | 1    | 2000/01  |
| Puchar Prezydenta AFC                                                        | zdobywca                                                            | 1    | 2013     |
| Puchar Prezydenta AFC                                                        | finalista                                                           | 0    |          |
| FIFA                                                                         | Zdobyte trofea w rozgrywkach międzynarodowych (stan na: 31-12-2015) |      |          |

### Trofea krajowe
Turkmenistan
| \| \| Zdobyte trofea w rozgrywkach Turkmenistanu (stan na: 31-12-2015) \| |                                                                  |      |                                          |
| Rozgrywki                                                                 | Osiągnięcie                                                      | Razy | Sezon(y)                                 |
| Mistrzostwo                                                               | I miejsce                                                        | 4    | 2004, 2010, 2011, 2012                   |
| Mistrzostwo                                                               | II miejsce                                                       | 5    | 1992, 1993, 2000, 2003, 2009, 2013, 2015 |
| Mistrzostwo                                                               | III miejsce                                                      | 2    | 2005, 2007                               |
| Puchar                                                                    | zdobywca                                                         | 4    | 2003, 2004, 2010, 2012                   |
| Puchar                                                                    | finalista                                                        | 5    | 1992, 1998, 1999, 2001, 2014             |
| Superpuchar                                                               | zdobywca                                                         | 3    | 2006, 2011, 2012                         |
| Superpuchar                                                               | finalista                                                        | 1    | 2013                                     |
| II liga                                                                   | I miejsce                                                        | 0    |                                          |
| II liga                                                                   | II miejsce                                                       | 0    |                                          |
| II liga                                                                   | III miejsce                                                      | 0    |                                          |
| Turkmenistan                                                              | Zdobyte trofea w rozgrywkach Turkmenistanu (stan na: 31-12-2015) |      |                                          |

ZSRR
- Wtoraja Niższaja Liga ZSRR (IV liga):
  - 10. miejsce w grupie: 1991

## Stadion
Klub rozgrywa swoje mecze domowe na stadionie Sport toplumy w Balkanabacie, który może pomieścić 10 000 widzów.

## Piłkarze
| Nr | Poz. | Piłkarz                 |
| -- | ---- | ----------------------- |
| 1  | BR   | Pawel Matus             |
| 2  | OB   | Ýagmyrmyrat Annamyradow |
| 3  | OB   | Geldimyrat Garahanow    |
| 4  | OB   | Mekan Saparow           |
| 5  | PO   | Nurtagan Mämmedaliýew   |
| 6  | PO   | Baýramgeldi Nurlyýew    |
| 7  | PO   | Aşyrgeldi Ylýasow       |
| 8  | PO   | Azat Garajaýew          |
| 9  | NA   | Aleksandr Boliýan       |
| 10 | PO   | Batyr Atamämmedow       |
| 11 | NA   | Rustam Matrizaýew       |
| 12 | PO   | Ewgeniý Tkaçenko        |
| 13 | NA   | Sahupnazar Durdyýew     |

| Nr | Poz. | Piłkarz                  |
| -- | ---- | ------------------------ |
| 15 | PO   | Öwez Nazarow             |
| 16 | BR   | Denis Annaýew            |
| 17 | PO   | Daýanç Orazgulyýew       |
| 18 | OB   | Myrat Hamraýew           |
| 19 | NA   | Hemra Amanmämmedow       |
| 20 | NA   | Mämmedaly Garadanow      |
| 21 | PO   | Orazmuhammet Işangulyýew |
| 22 | OB   | Myratberdi Berenow       |
| 23 | PO   | Aşyrgeldi Saryýew        |
| 24 | NA   | Mihail Titow             |
| 25 | PO   | Isagylyç Baýramow        |
| 27 | NA   | Akmämmet Metdaýew        |
| 30 | BR   | Alikper Kerimow          |

## Trenerzy
...
- 1990–1991:  Seýid Begjanow
- 1991–1993:  Täçmyrat Agamyradow

...
- 2000:  Baýramdurdy Durdyýev
- 2003:  Waleriý Fursow
- 2003:  Baýram Begenç
- 2004:  Aşir Begjanow
- 2004–2008:  Amanmyrat Meredow
- 2008–2009:  Aleksandr Klimenko
- 2010:  Rejepmyrat Agabaýew
- 2011:  Aleksandr Klimenko
- 2012:  Amanmyrat Meredow
- 2012:  Ali Gurbani
- 2013–2014:  Rejepmyrat Agabaýew
- 2015:  Ali Gurbani
- 2016–...:  Aleksandr Klimenko